# Мутинський заказник
Му́тинський зака́зник — ботанічний заказник місцевого значення в Україні. Розташований у Конотопському районі Сумської області, на захід від села Прилужжя і на схід/південний схід від села Жолдаки. 

## Опис
Площа 347 га. Статус надано згідно з рішенням облвиконкому від 27.07.1977 року № 430. Перебуває у віданні ДП «Конотопське лісове господарство» (Новомутинське л-во, кв. 39-40, 54, 66, 99-100). 
Територія заказника займає декілька лісових кварталів НовоМутинського лісництва Конотопського лісгоспу. Складається з двох територіально роз'єднаних ділянок, розміщених на терасі річки Сейм. 

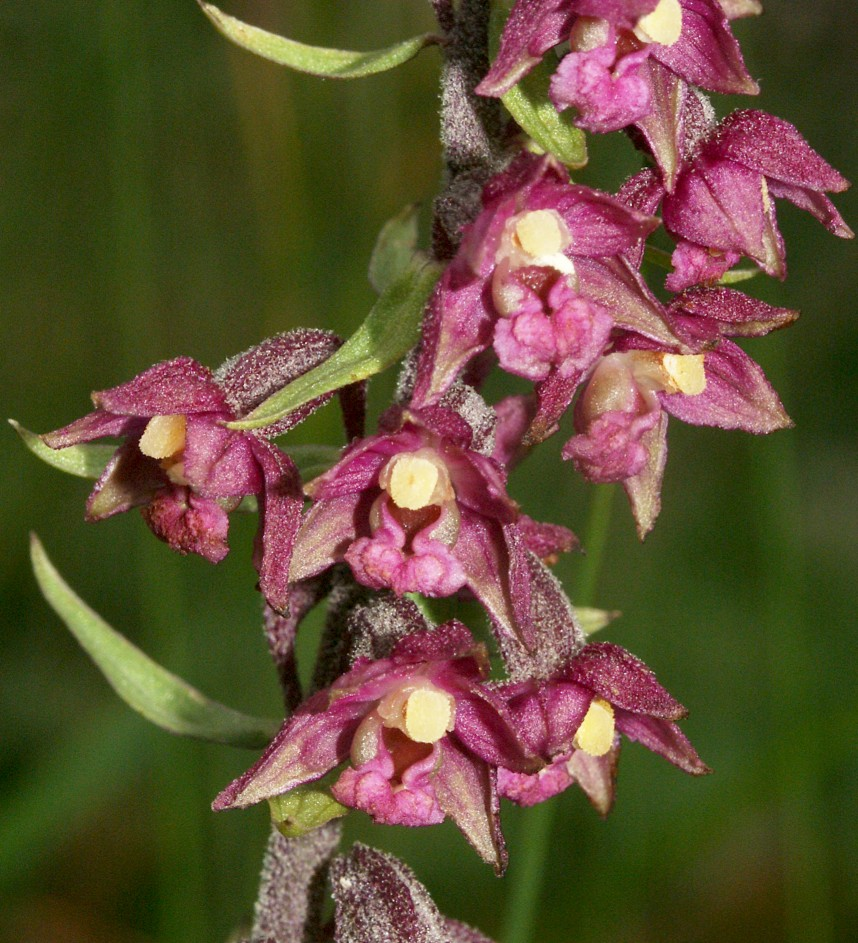
Лісова орхідея коручка темно-червона

2010 року Мутинський заказник увійшов до складу регіонального ландшафтного парку «Сеймський».

## Флора
Переважає лісова рослинність в комплексі з болотною, що утворилася у заболоченних зниженнях. Великі площі займають дубово-соснові ліси. Розміщені вони на підвищених ділянках рельєфу. Під великими деревами зростають кущі ліщини, цінна лікарська рослина крушина ламка та зрідка бруслина бородавчаста (свою назву вона отримала через дрібні бородавки, які вкривають її гілки). Також тут можна знайти папороть — орляк звичайний. Навесні розквітають квіти конвалії. В трав'яному покриві трапляються: осока лісова, осока пальчаста, просянка розлога, куцоніжка лісова. 
В заказнику є ділянки з дубовими та дубово-кленовими лісами з участю багатьох інших порід дерев. Тут трапляються: осика, липа, береза. Інколи цілі зарості кущів ліщини. У трав'яному покриві на вирівняних та підвищених ділянках переважає костяниця, родичка ожини та малини. Трапляється тонконіг дібровний. На більш зволожених місцях домінує яглиця звичайна. Поширені конвалія, перестріч гайовий, осоки лісова та гірська, медунка темна, чистець лісовий, перлівка поникла, купина багатоквіткова, барвінок малий. Серед трав трапляються бореальні види: веснівка дволиста, грушанка круглолиста зі шкірястим зимуючим листям (за формою воно нагадує листя груші). Зростає малопоширений в області воронець колосистий. Трапляється лісова орхідея — коручка темно-червона, яка занесена до Червоної книги України. В дубових лісах зростає цінна лікарська рослина — перстач білий (п'ятипал). В заказнику часто трапляються сосни, вік яких сягає 90 років.

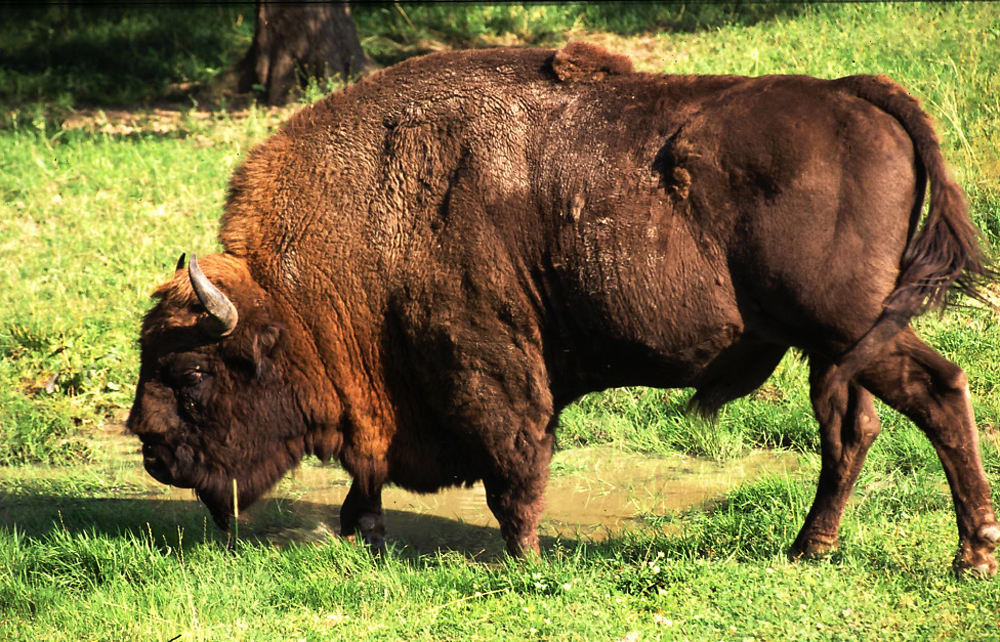
Зубр

## Фауна
В 1985 році в Ново-Мутинському лісництві був акліматизований зубр. Наразі його поголів'я нараховує 50 екземплярів. З копитних тут також мешкають акліматизований благородний олень, лось, вепр, сарна європейська. З хижаків можна зустріти лисицю, уссурійського єнота, лісову куницю, занесені до Червоної книги України горностай та борсук. Чорний тхір та кам'яна куниця трапляються біля населених пунктів (села Новомутин та Прилужжя). У заказнику мешкає пара вовків (цей вид занесено до Європейського Червоного списку). Звичайними видами є їжак білочеревий та заєць сірий, кілька видів дрібних гризунів. Через хижацтво лісової куниці в останні роки майже зникла вивірка звичайна. 
Орнітофауна представлена переважно дендрофільними видами, серед яких трапляються регіонально рідкісні види: дрізд білобровий, жовна чорна та голуб-синяк. З видів, занесених до Червоної книги України, мешкають: лелека чорний, журавель сірий, підорлик малий. З денних та нічних хижаків: канюк звичайний, великий та малий яструби, вухата і сіра сови. 

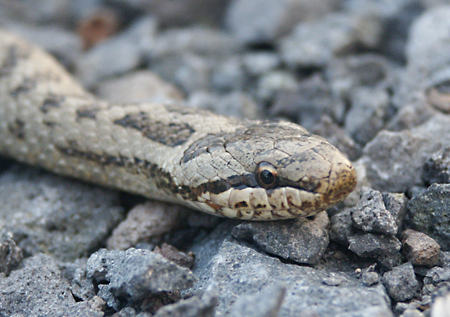
Мідянка звичайна

Серед плазунів трапляються вуж звичайний, гадюка звичайна, веретільниця ламка та, зрідка, червонокнижна мідянка звичайна. 
Найчисельнішою є гостроморда жаба. У значній кількості трапляється звичайна райка деревна — регіонально рідкісний вид.